# Damir Dugonjič
Damir Dugonjič (Ravne na Koroškem, Yugoslavia, 21 de febrero de 1988) es un deportista esloveno que compitió en natación, especialista en el estilo braza.
Ganó dos medallas de plata en el Campeonato Mundial de Natación en Piscina Corta de 2012, dos  medallas en el Campeonato Europeo de Natación, oro en 2012 y bronce en 2014, y siete medallas en el Campeonato Europeo de Natación en Piscina Corta entre los años 2011 y 2015.

## Palmarés internacional
| Campeonato Mundial en Piscina Corta | Campeonato Mundial en Piscina Corta | Campeonato Mundial en Piscina Corta | Campeonato Mundial en Piscina Corta |
| Año                                 | Lugar                               | Medalla                             | Prueba                              |
| ----------------------------------- | ----------------------------------- | ----------------------------------- | ----------------------------------- |
| 2012                                | Estambul (Turquía)                  | Medalla de plata                    | 50 m braza                          |
| 2012                                | Estambul (Turquía)                  | Medalla de plata                    | 100 m braza                         |
| Campeonato Europeo                  |                                     |                                     |                                     |
| Año                                 | Lugar                               | Medalla                             | Prueba                              |
| 2012                                | Debrecen (Hungría)                  | Medalla de oro                      | 50 m braza                          |
| 2014                                | Berlín (Alemania)                   | Medalla de bronce                   | 50 m braza                          |
| Campeonato Europeo en Piscina Corta |                                     |                                     |                                     |
| Año                                 | Lugar                               | Medalla                             | Prueba                              |
| 2011                                | Szczecin (Polonia)                  | Medalla de plata                    | 50 m braza                          |
| 2011                                | Szczecin (Polonia)                  | Medalla de plata                    | 100 m braza                         |
| 2012                                | Chartres (Francia)                  | Medalla de plata                    | 4 × 50 m estilos mixto              |
| 2012                                | Chartres (Francia)                  | Medalla de bronce                   | 50 m braza                          |
| 2013                                | Herning (Dinamarca)                 | Medalla de oro                      | 50 m braza                          |
| 2013                                | Herning (Dinamarca)                 | Medalla de bronce                   | 100 m braza                         |
| 2015                                | Netanya (Israel)                    | Medalla de oro                      | 50 m braza                          |